# Réserve naturelle régionale de la grotte des Sadoux
La réserve naturelle régionale de la grotte des Sadoux (RNR80) est une réserve naturelle régionale située en Auvergne-Rhône-Alpes. Classée en 2010, elle occupe une surface de 30 hectares et protège une cavité utilisée comme gîte pour les chauves-souris.

## Localisation

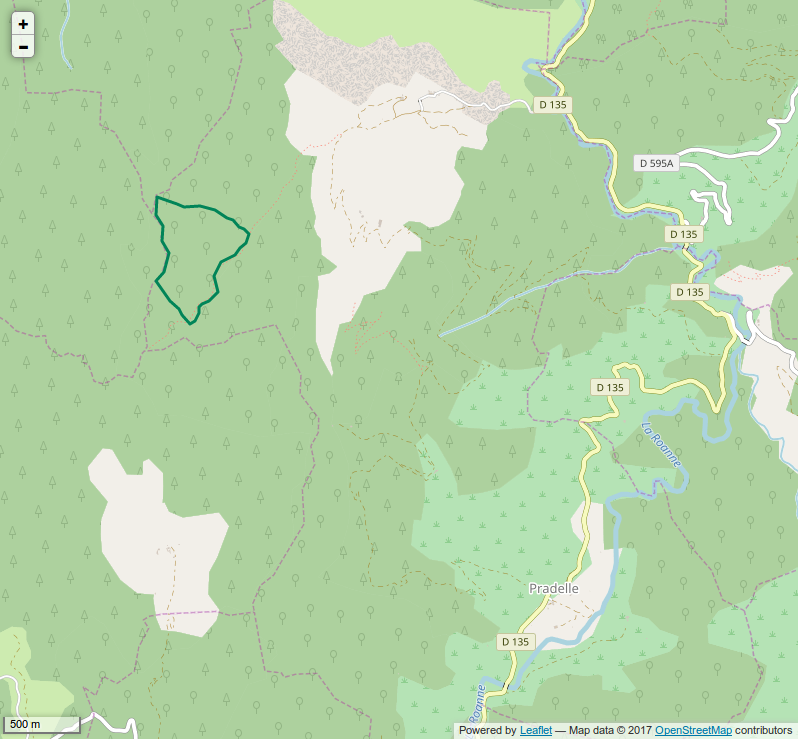
Périmètre de la réserve naturelle.

Le territoire de la réserve naturelle est dans le département de la Drôme, dans le Diois, sur la commune de Pradelle à une altitude de 840 m et dans la forêt domaniale de la Roanne. Il englobe la grotte et une partie de la forêt environnante sur 30 hectares. La cavité fait environ 300 m de long. Elle est orientée à l'est sur un coteau de forte pente de la vallée de la Courance.

## Histoire du site et de la réserve
Le site a d'abord été classé en réserve naturelle volontaire en 1991.

## Écologie (biodiversité, intérêt écopaysager…)
L'intérêt principal du site est lié à la présence de chauves-souris dans la cavité. Les terrains environnant la cavité sont essentiellement des zones rocheuses, des garrigues et des boisements de chênes pubescents et de pins sylvestres. Ils constituent des espaces de chasse pour les chiroptères.

### Faune
La grotte est un important site de reproduction pour le Minioptère de Schreibers ainsi que pour les Grand et Petit murin. Elle accueille également d'autres espèces : Grand rhinolophe, Petit rhinolophe, Rhinolophe euryale, Barbastelle d'Europe.

## Intérêt touristique et pédagogique
Toutes les espèces de chauves-souris présentes sur le site sont vulnérables aux dérangements que peuvent occasionner les visiteurs, surtout pendant les périodes d'hivernage et de reproduction. En conséquence l'accès au site est interdit au public.

## Administration, plan de gestion, règlement

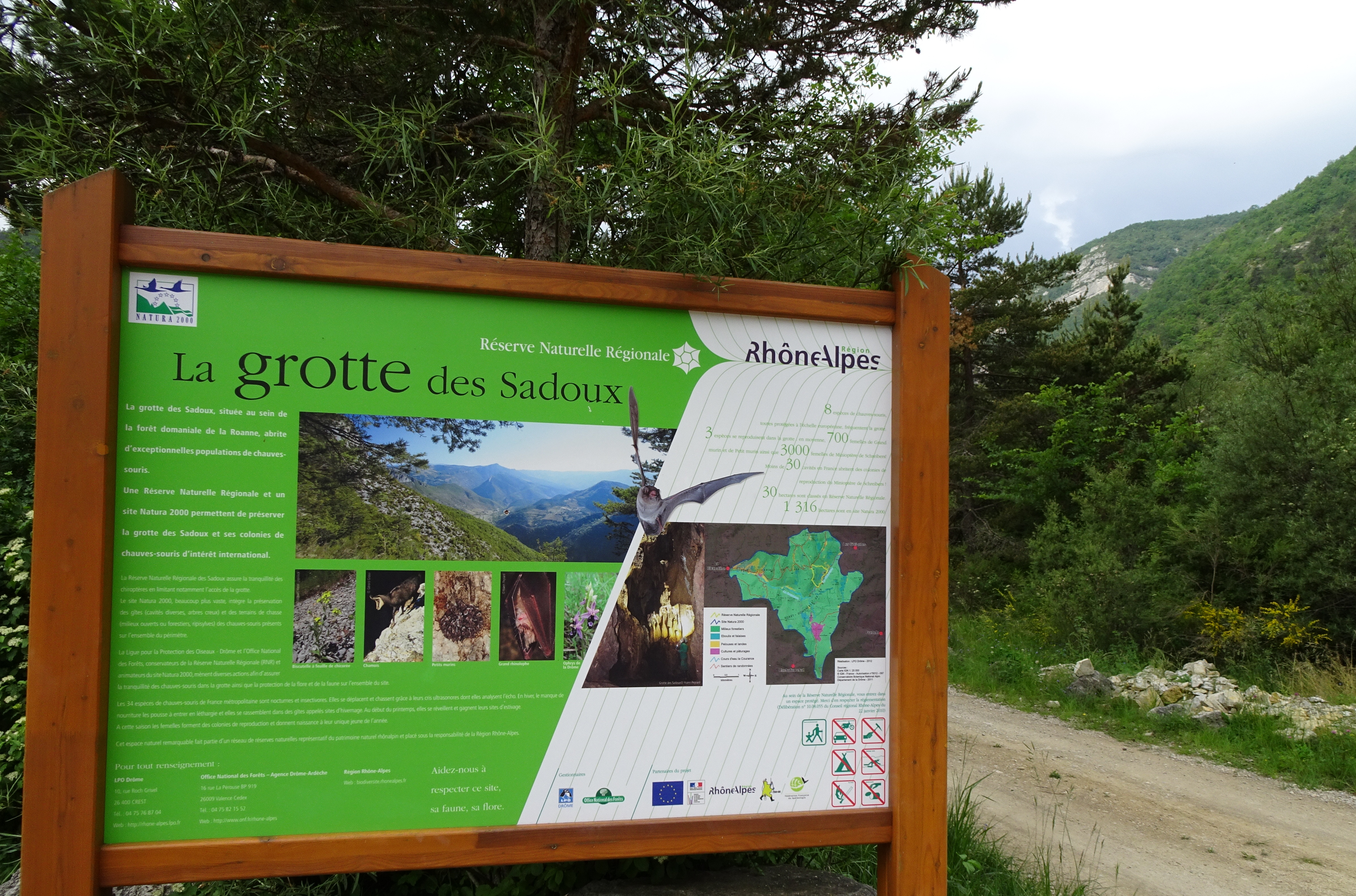
Panneau sur le chemin en contrebas de la grotte. On y distingue, en haut, les logos des deux classements Réserve naturelle et Natura 2000 et, en bas, les logo des gestionnaires ONF et LPO et des financeurs.

La réserve naturelle est gérée par l'ONF Drôme Ardèche et la LPO Drôme.

### Outils et statut juridique
La réserve naturelle a été créée par une délibération du 22 janvier 2010. Il fait également partie des zonages suivants :
- Zone Natura 2000 « Grotte à chauves-souris des Sadoux » de 1 316 ha, depuis le 23 septembre 2014
- ZNIEFF de type I n° 26120002 « Vallée de la Courance »